# Kandeh K. Yumkella

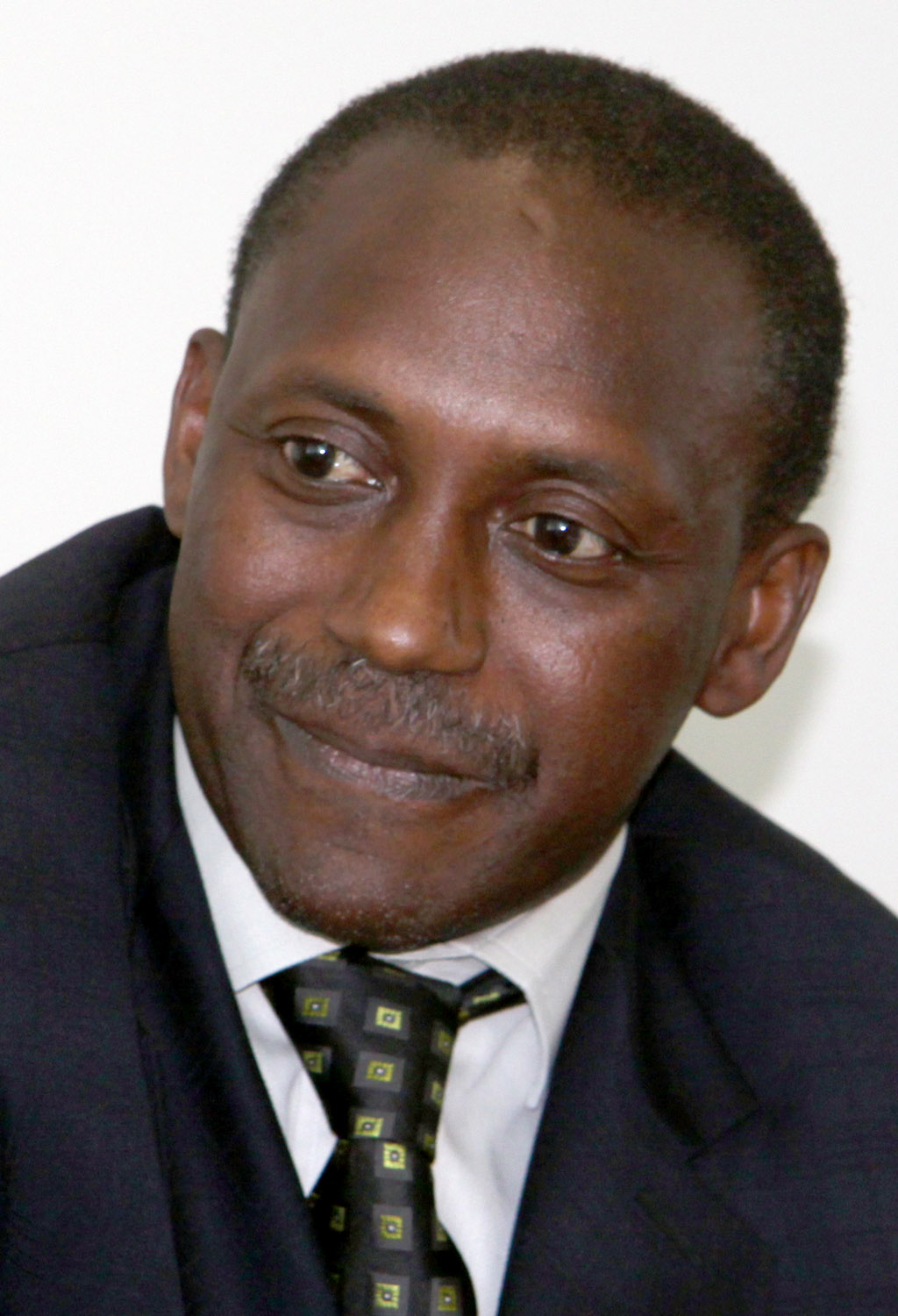
Kandeh K. Yumkella

Kandeh K. Yumkella (* 5. Juli 1959 in Sierra Leone) ist ein sierra-leonischer Agrarökonom und Politiker und war zwischen 2005 und 2013 Generaldirektor der UNIDO in Wien.
Yumkella besuchte in Sierra Leone eine Landwirtschafts-Schule, setzte sein Studium in den Vereinigten Staaten fort, das er 1992 mit einem Diplom für Agrarökonomie an der University of Illinois mit einem Doktortitel für Agrarwirtschaft abschloss. Bevor er zur UNIDO ging, war er unter anderem Handelsminister Sierra Leones, hielt Vorlesungen an US-amerikanischen Universitäten und bekam für zahlreiche Publikationen hohe Anerkennung und Preise. Vor der Ernennung zum Generaldirektor 2005 bekleidete er einige hochrangige Funktionen in der UNIDO, war auch maßgeblicher Berater seiner Vorgänger Mauricio de Maria y Campos und Carlos Alfredo Magariños.
2009 wurde er erneut in seiner Funktion als Generaldirektor für weitere vier Jahre bestätigt. 2013 wurde er von UNO-Generalsekretär Ban Ki-moon zum UN-Sonderbeauftragten für Erneuerbare Energie ins Hauptquartier der UNO nach New York City bestellt. In seinen stets sehr leidenschaftlich ausgeführten Reden setzt er sich vor allem für die Bekämpfung der Armut in der dritten Welt wie in Afrika ein, im Sinne einer Reduktion des Klimawandels ist er ein vehementer Verfechter für raschen Umstieg auf Erneuerbaren Energien.
Im Oktober 2023 wurde Yumkella Mitglied zur Sierra Leone People’s Party (SLPP), nachdem er vom Präsidentamt der oppositionellen National Grand Coalition Party (NGC) zurückgetreten und aus der Partei ausgetreten war.
Kandeh K. Yumkella ist verheiratet und hat zwei Töchter.

## Ehrungen
- 2016: Am 28. Oktober 2016 erhielt Yumkella den Hans-Carl-von-Carlowitz-Nachhaltigkeitspreis der „Sächsischen Hans-Carl-von-Carlowitz-Gesellschaft e. V. zur Förderung der Nachhaltigkeit“.[13]